# Molophilus franzi
Molophilus franzi är en tvåvingeart som beskrevs av Caspers 1980. Molophilus franzi ingår i släktet Molophilus och familjen småharkrankar. Inga underarter finns listade i Catalogue of Life.